# پتار پتروف
پتار پتروف (بلغاری: Пeтъp Aтaнacoв Пeтpoв؛ زادهٔ ۲۰ فوریهٔ ۱۹۶۱) بازیکن فوتبال اهل بلغارستان بود.
از باشگاه‌هایی که در آن بازی کرده‌است می‌توان به باشگاه فوتبال بیرامار و باشگاه فوتبال لفسکی صوفیه اشاره کرد.
وی همچنین در تیم ملی فوتبال بلغارستان بازی کرده‌است.